# Société neuchâteloise des sciences naturelles
La Société neuchâteloise des Sciences naturelles est une société savante fondée le 6 décembre en 1832 à Neuchâtel, en Suisse. Elle a pour but l’étude et le développement des sciences naturelles, principalement dans la région de Neuchâtel.

## Historique

### Fondation
La Société des sciences naturelles de Neuchâtel, qui deviendra la Société neuchâteloise des sciences naturelles en 1893, naît en 1832 de l'importance accordée par le jeune Louis Agassiz à l'émulation scientifique. Fraîchement nommé aux Auditoires, il entreprend de fédérer un petit groupe de savants locaux afin d'échanger régulièrement leurs vues ainsi que les résultats de leurs travaux et lectures. Les membres fondateurs sont, outre Louis Agassiz, Henri de Joannis, Henri Ladame, Louis Coulon, Jacques-Louis Borel et Auguste de Montmollin. La Société se choisit comme premier président le négociant Paul-Louis-Auguste Coulon.
Le caractère impérieux de la démarche qui anime Louis Agassiz transparaît dans l'"Avant-propos" au premier Mémoire publié par la nouvelle Société : « [...] il fallait se réunir, il fallait une vie scientifique commune, et il importait que les vues particulières se dirigeassent vers un but commun, qui est l'avancement de la science et le développement individuel ».
À ses débuts, la Société des sciences naturelles de Neuchâtel ne se cantonne pas aux sciences naturelles par excellence (botanique, géologie, zoologie, etc.) mais intègre des disciplines telles que l'horlogerie, le génie civil, les mathématiques ou la médecine. En ce début de XIXe siècle, l'approche scientifique est encore largement englobante.

### Seconde moitié du XIXe siècle
En 1837, Louis Coulon reprend la présidence de la Société et conserve ce poste jusqu'en 1890. En 1843, le pharmacien et botaniste Célestin Nicolet fonde une section à La Chaux-de-Fonds, dite des "Montagnes", qui maintient ses activités jusqu'en 1966.
En 1846, Louis Agassiz quitte, sur mandat du roi de Prusse, qui détient encore le titre de prince de Neuchâtel, l'Europe pour les États-Unis. Avec son départ et celui de ses proches collaborateurs, la Société des sciences naturelles de Neuchâtel perd son principal moteur et animateur. Plus grave, dans le sillage de la révolution neuchâteloise du 1er mars 1848, l'Académie est supprimée. Le nouveau pouvoir républicain considère alors cette dernière avec hostilité et plusieurs professeurs, parmi lesquels Arnold Henri Guyot, François de Pourtalès ou Charles Léo Lesquereux, quittent Neuchâtel pour les États-Unis,.
Dans ce contexte, le retour en 1853 d'Édouard Desor, parti avec Agassiz, réanime la Société des sciences naturelles, son réseau intellectuel et les ambitions de ses membres. En effet, en plus d'être pleinement dévoué à ses recherches, les nombreux contacts d'Édouard Desor, en Suisse comme à l'étranger, contribuent à abreuver l'assemblée des dernières nouvelles du monde scientifique.
La Société a organisé à plusieurs reprises la session annuelle de la Société helvétique des sciences naturelles : en 1855 à la Chaux-de-Fonds, en 1899 et en 1920 à Neuchâtel. Elle a aussi notamment participé à la sauvegarde, en 1930, du bois des Lattes et ses tourbières,.

## Publications
En 1844, afin de faciliter la circulation du savoir, la Société des sciences naturelles de Neuchâtel entreprend de publier les comptes rendus des débats tenus lors de ses séances dans le Bulletin de la Société des sciences naturelles de Neuchâtel. À partir de 1897, à la suite du changement de nom de la Société, son organe est renommé Bulletin de la Société neuchâteloise des sciences naturelles. Publié une fois par année, le Bulletin propose des articles sur toutes les disciplines dans lesquelles évoluent ses membres.
En 1835 paraît le premier Mémoire, publication destinée aux travaux les plus volumineux ou aux recueils d'articles sur un thème donné,.

## Sources et notes
1. ↑  « À propos de la SNSN », sur unine.ch/snsn
2. ↑  « Création de la Société neuchâteloise des sciences », L’Express,‎ 17 août 2002, p. 36 (lire en ligne).
3. ↑  RWS, « La Société neuchâteloise des sciences naturelles célèbre ses cent cinquante ans d'activité », L’Impartial,‎ 11 novembre 1982, p. 23 (lire en ligne).
4. ↑  Georges Dubois, « La Société neuchâteloise des sciences naturelles de 1932 à 1957 : notice historique publiée à l'occasion de son 125e anniversaire », Bulletin de la Société neuchâteloise des sciences naturelles,‎ 1957, p. 5-44.
5. ↑  Louis Agassiz, « Avant-propos », Mémoires de la Société des sciences naturelles de Neuchâtel,‎ 1835, p. 6 (lire en ligne).
6. 1 2  Willy Matthey, « 175e anniversaire de la Société neuchâteloise des sciences naturelles », Bulletin de la Société Neuchâteloise des Sciences Naturelles, vol. 131,‎ 2010, p. 3-6.
7. 1 2 3 4 5  Maryse Schmidt-Surdez, « Paul-Louis-Auguste Coulon et Louis Coulon », dans Michel Schlup, Biographies neuchâteloises, vol. 2 : Des Lumières à la Révolution, Hauterive, Éditions Gilles Attinger, 1998, 313 p. (ISBN 2-88256-099-0), p. 80-92.
8. ↑  Fonds : Célestin Nicolet. Bibliothèque de la Ville de la Chaux-de-Fonds.
9. ↑  Marc-Antoine Kaeser, L'Univers du préhistorien : science, foi et politique dans l'oeuvre et la vie d'Edouard Desor (1811-1882), Paris, L'Harmattan, 2004, 621 p. (ISBN 2747564096), p. 166-168.
10. ↑  Marc-Antoine Kaeser, L'univers du préhistorien. Science, foi et politique dans l'œuvre et la vie d'Édouard Desor (1811-1882), Paris, L'Harmattan, 2004, 621 p., p. 166-170.
11. ↑  Série : Manuscrits (1783-1882). Fonds : Edouard Desor; Cote : DESO-106. Bibliothèque publique et universitaire de Neuchâtel (lire en ligne).
12. ↑  « 82e session annuelle de la Société helvétique des sciences naturelles à Neuchâtel » (1899). Fonds : Société neuchâteloise des sciences naturelles; Cote : SNSN-104-7. Bibliothèque publique et universitaire de Neuchâtel (lire en ligne).
13. ↑  « 101e session annuelle de la Société helvétique des sciences naturelles à Neuchâtel » (1815-1920). Fonds : Société neuchâteloise des sciences naturelles; Cote : SNSN-104-6. Bibliothèque publique et universitaire de Neuchâtel (lire en ligne).
14. ↑  « Bois des Lattes » (1929-1934). Fonds : Société neuchâteloise des sciences naturelles; Cote : SNSN-104-2. Bibliothèque publique et universitaire de Neuchâtel (lire en ligne).
15. ↑  « Le sauvetage du bois des Lattes », L’Express,‎ 3 octobre 1930, p. 10 (lire en ligne).
16. ↑  « Le bois des Lattes est sauvé », L’Express,‎ 20 mars 1931 (lire en ligne).
17. ↑  Les premiers numéros sont numérisés dans E-Periodica de même que ceux publiés après le changement de nom de la Société en 1897.
18. ↑  Les six premiers volumes sont numérisés dans E-Periodica ainsi que les douze qui suivirent le changement de nom de la Société en 1897.